# Prawda (Raciborowice)
Prawda – przysiółek wsi Raciborowice w Polsce, położony w województwie małopolskim, w powiecie krakowskim, w gminie Michałowice. Stanowi  sołectwo.
W latach 1975–1998 przysiółek administracyjnie należał do województwa krakowskiego.
Wieś dóbr prestymonialnych kapituły katedralnej krakowskiej w powiecie proszowickim województwa krakowskiego w końcu XVI wieku. 